# Добропільська сільська рада (Голопристанський район)
Добропі́льська сільська́ ра́да — адміністративно-територіальна одиниця та орган місцевого самоврядування в Голопристанському районі Херсонської області. Адміністративний центр — село Добропілля.

## Загальні відомості
- Територія ради: 2,073 км²
- Населення ради: 1 769 осіб (станом на 2001 рік)

## Населені пункти
Сільській раді були підпорядковані населені пункти:
- с. Добропілля
- с-ще Світанок
- с. Київка
- с-ще Новоселівка

## Склад ради
Рада складалася з 16 депутатів та голови.
- Голова ради: Зуденков Сергій Іванович
- Секретар ради: Баранова Алла Іванівна

### Керівний склад попередніх скликань
| Прізвище, ім'я, по батькові    | Основні відомості                                            | Дата обрання | Дата звільнення |
| ------------------------------ | ------------------------------------------------------------ | ------------ | --------------- |
| Кузьміна Валентина Анатоліївна | Сільський голова, 1958 року народження, член Народної партії | 26.03.2006   | 31.10.2010      |
| Зуденков Сергій Іванович       | Сільський голова, 1972 року народження, освіта вища          | 31.10.2010   |                 |

Примітка: таблиця складена за даними сайту Верховної Ради України

### Депутати
За результатами місцевих виборів 2010 року депутатами ради стали:

#### За суб'єктами висування
| Суб'єкт висування | Кількість обраних депутатів | %    |
| ----------------- | --------------------------- | ---- |
| Самовисування     | 9                           | 56,3 |
| Партія регіонів   | 7                           | 43,8 |

#### За округами
| № округу        | Прізвище, ім'я, по батькові    | Дата визнання обраним | Освіта             | Партійна приналежність | Відомості про обраного депутата           |
| --------------- | ------------------------------ | --------------------- | ------------------ | ---------------------- | ----------------------------------------- |
| Партія регіонів |                                |                       |                    |                        |                                           |
| 3               | Куценко Світлана Анатоліївна   | 01.11.2010            | середня            | член Партії регіонів   | Добропільська сільська рада, бухгалтер    |
| 4               | Веремієвська Зоя Григорівна    | 01.11.2010            | середня            | член Партії регіонів   | приватний підприємець                     |
| 7               | Чайка Сергій Вікторович        | 01.11.2010            | середня            | член Партії регіонів   | фермерське господарство, фермер           |
| 8               | Войнаровська Надія Миколаївна  | 14.11.2010            | середня            | член Партії регіонів   | пенсіонер                                 |
| 9               | Чайка Віктор Єгорович          | 01.11.2010            | середня            | член Партії регіонів   | тимчасово не працює                       |
| 12              | Прендзевський Сергій Петрович  | 01.11.2010            | середня            | член Партії регіонів   | одноосібник                               |
| 13              | Баранова Алла Іваннівна        | 01.11.2010            | вища               | член Партії регіонів   | Добропільська сільська рада, секретар     |
| Самовисування   |                                |                       |                    |                        |                                           |
| 1               | Сушич Ольга Володимирівна      | 01.11.2010            | середня            | позапартійна           | тимчасово не працює                       |
| 2               | Чепок Діляра Ремзіївна         | 01.11.2010            | середня            | позапартійна           | приватний підприємець                     |
| 5               | Дем'янов Олександр Вікторович  | 01.11.2010            | середня            | позапартійний          | тимчасово не працює                       |
| 6               | Кузьміна Валентина Анатоліївна | 01.11.2010            | вища               | член Народної партії   | Добропільська сільська рада, голова       |
| 10              | Людовик Олександр Дмитрович    | 01.11.2010            | середня            | позапартійний          | приватний підприємець                     |
| 11              | Шиманська Світлана Василівна   | 01.11.2010            | середня            | позапартійна           | тимчасово не працює                       |
| 14              | Адеменко Валерій Іванович      | 01.11.2010            | середня            | позапартійний          | одноосібник, вчитель                      |
| 15              | Бельза Наталя Григорівна       | 01.11.2010            | середня спеціальна | позапартійна           | фельдшерсько-акушерський пункт, завідувач |
| 16              | Велидчук Микола Миоклайович    | 01.11.2010            | середня            | позапартійний          | тимчасово не працює                       |

## Населення
Згідно з переписом УРСР 1989 року чисельність наявного населення сільської ради становила 1731 особа, з яких 844 чоловіки та 887 жінок.
За переписом населення України 2001 року в сільській раді мешкало 1756 осіб.

### Мова
Розподіл населення за рідною мовою за даними перепису 2001 року:
| Мова       | Відсоток |
| ---------- | -------- |
| українська | 90,16 %  |
| російська  | 8,25 %   |
| молдовська | 0,62 %   |
| вірменська | 0,57 %   |
| білоруська | 0,06 %   |
| інші       | 0,34 %   |